# Labrador (schiereiland)
Het schiereiland Labrador is een groot schiereiland in Oost-Canada. Geografisch wordt het omsloten door de Hudsonbaai in het westen, de Straat Hudson in het noorden en de Labradorzee in het oosten. De zuidoostelijke grens wordt gevormd door de Saint Lawrencebaai. 
Het schiereiland omvat naast de regio Labrador, een deel van de provincie Newfoundland en Labrador, ook de regio's Saguenay-Lac-Saint-Jean, Côte-Nord en Nord-du-Québec, die behoren tot de provincie Quebec.
Het noordelijkste gedeelte van Labrador, dat gelegen is tussen de Hudsonbaai en de Ungava Bay, is een subschiereiland genaamd Ungava. Het noordelijkste punt van zowel Ungava als Labrador is Cape Wolstenholme.
Het meest noordoostelijke gedeelte van het schiereiland wordt gekenmerkt door het Torngatgebergte (dat deel uitmaakt van de Arctische Cordillera). In het uiterste oosten liggen de Mealy Mountains.
Belangrijk rivieren zijn onder andere de 865 km lange Churchill en de 270 km lange Eagle River.
Onder andere het hondenras Labrador Retriever en de mineraal Labradoriet zijn naar het schiereiland vernoemd.

## Fauna
De gekraagde lemming is endemisch in de noordelijke helft van het schiereiland.